# Aili Palmén
Aili Inkeri Palmén, född 18 oktober 1917 i Jyväskylä, död 31 december 2012 i Helsingfors, var en finländsk författare och översättare. 
Palmén blev filosofie kandidat 1941 samt var förlagsredaktör på Otava 1942–1945 och 1953–1981. Hon har skrivit romanerna Marjatta etsii säveltään (1944) och Syksyä kohti (1946). Memoarverken Ystäväni, miehet, naiset (1978), Kirjeitä kohtaloita (1980) och Se toivon tähti sammumaton (1983), som handlar om medlemmar av släkten Palmén och deras umgängeskrets samt personer som författaren träffat, innehåller personhistoriskt och kulturhistoriskt intressanta tidsskildringar. Hon redigerade ett stort antal böcker och översatte facklitteratur och skönlitteratur från flera olika språk (franska, tyska, engelska och svenska) till finska.